# Massimo Giannini
Massimo Giannini (Roma, 6 febbraio 1962) è un giornalista, saggista, opinionista, conduttore radiofonico e, dal 16 settembre 2014 al 5 luglio 2016, conduttore televisivo italiano.
Dal settembre 2018 al giugno 2020 è stato direttore di Radio Capital. Dall'aprile 2020 al 6 ottobre 2023 è stato direttore del quotidiano La Stampa.

## Biografia
Laureato in Giurisprudenza, ha collaborato con Il Sole 24 Ore e con La Stampa.
Già editorialista e redattore capo della sezione politica, diviene poi vicedirettore del quotidiano La Repubblica di cui dal 2007 dirige il supplemento del lunedì Affari e Finanza. Si occupa principalmente di politica ed economia, partecipando come ospite a vari talk show televisivi. È stato collaboratore saltuario di Radio 3, dove ha condotto il rotocalco quotidiano Prima pagina.
Il 16 settembre 2014 prende il posto di Giovanni Floris, passato a LA7 per condurre Dimartedì, diventando il nuovo conduttore di Ballarò su Rai 3. Il talk show risulta essere il più visto della stagione con una media di 1518000 telespettatori e il 6,45% di share, ma con ascolti dimezzati rispetto alla stagione precedente (3250000 spettatori in media, con uno share pari al 12,83%). Il 5 luglio 2016 abbandona il programma che viene sostituito da Tribuna Politics dalla stagione televisiva 2016/2017. Giannini ritorna quindi a scrivere per La Repubblica come editorialista.
Da settembre 2017 conduce su Radio Capital, insieme a Jean Paul Bellotto, la trasmissione d'informazione Circo Massimo, in onda dal lunedì al venerdì dalle 7 alle 9. Diventa direttore dell'emittente a settembre 2018, succedendo a Vittorio Zucconi. 
Da settembre 2019 Circo Massimo va in onda dalle 6:30 alle 9; nell'ultima parte della trasmissione, dalle 8 alle 9, Giannini è affiancato da Oscar Giannino.
Il 23 aprile 2020 viene nominato, dal consiglio di amministrazione del gruppo editoriale GEDI, direttore del quotidiano La Stampa e direttore di «Gedi News Network»,  incarichi che lascerà il 7 ottobre 2023, per tornare nuovamente a La Repubblica come editorialista.
Dal 7 marzo 2025 è subentrato a Michele Serra quale curatore della rubrica Per posta sul supplemento settimanale il Venerdì di Repubblica. 
È attualmente ospite ricorrente in vari programmi televisivi, tra cui Otto e mezzo e Piazzapulita su LA7 e ospite fisso di Che tempo che fa su NOVE dall'ottobre 2023.

## Vita privata
Giannini è sposato ed ha due figli. Si professa ateo.

## Premi e riconoscimenti
- Premio la Moda Veste la Pace di African Fashion Gate APS – Per aver promosso una raccolta firme a sostegno dell'appello indirizzato a Mohammad Reza Sabouri, ambasciatore in Italia dell'Iran, al capo della magistratura iraniana e al Ministro degli Esteri, affinché venisse rilasciata Fahimeh Karimi, allenatrice di pallavolo detenuta e condannata a morte dal regime per un calcio ad un paramilitare Basiji. Il 21 marzo 2023, nella «Giornata Mondiale contro il Razzismo» in Roma, presso la sede Rappresentanza Italiana della Commissione europea.[14]

## Attività in radio e televisione

### Radio
- Prima pagina su Rai Radio 3
- Circo Massimo su Radio Capital (settembre 2017 – aprile 2020)
- Punto Massimo su Radio Capital (settembre 2017 – aprile 2020)

### Televisione
Conduttore
- Ballarò – programma TV (Rai 3; 16 settembre 2014 – 5 luglio 2016)

Opinionista
- Omnibus (LA7)
- Otto e mezzo (LA7)
- In onda (LA7)
- Piazzapulita (LA7)
- Domenica in (Rai 1)
- Che tempo che fa (NOVE)

## Pubblicazioni
- Ciampi: sette anni di un tecnico al Quirinale, Torino, Einaudi, 2006. ISBN 88-06-18267-6
- Lo Statista: il ventennio berlusconiano tra fascismo e populismo, Milano, Baldini Castoldi Dalai editore, 2008. ISBN 978-88-6073-475-4.
- L'anno zero del capitalismo italiano, Milano, Laterza, 2014. ISBN 978-88-5811-194-9